# Rosenørns Allé
 For alternative betydninger, se Rosenørns Allé (flertydig).
Rosenørns Allé er en gade, der ligger på grænsen mellem Nørrebro og Frederiksberg i København. Gaden udgår fra et trebenet kryds med Gyldenløvesgade og Åboulevard ved Søerne. Efter et knæk krydser passerer den mellem Radiohuset og Forum København, hvorefter den fortsætter lige ud til krydset med Bülowsvej. Herfra fortsætter gadeforløbet videre lige ud som Rolighedsvej og senere Godthåbsvej på vej mod Brønshøj.
Indtil DR flyttede fra Radiohuset til DR Byen i 2009, blev Rosenørns Allé ofte brugt som metonym for deres afdeling for radioudsendelser.

## Historie
Rosenørns Allé er anlagt på jord, der tidligere tilhørte Ladegården, der blev opført af Christian 4. i 1620'erne som en gård for Københavns Slot.
Da Københavns anden banegård blev placeret ved Axeltorv i 1863-1864, blev jernbanen lagt, så den krydsede Søerne på en dæmning ved Gyldenløvesgade og derefter fulgte hvad der nu er Rosenørns Allé til nuværende Julius Thomsens Plads, hvor den delte sig i Vestbanen og Nordbanen.
Den vestlige del af gaden blev etableret omkring 1905 på privat initiativ af Aktieselskabet Futurum fra H.C. Ørsteds Vej og ca. 125 meter mod øst. Den blev forlænget til Gyldenløvesgade af Københavns Kommune i 1927-1928, efter at jernbanerne var blevet omlagt. Samtidig fik den sit nuværende navn efter politikeren Ernst Emil Rosenørn (1810-1894). I mellemtiden var Ladegårdens gamle hovedbygning blevet revet ned i 1924. Ved den lejlighed blev det trekantede område mellem Rosenørns Allé, Åboulevard og den nye Julius Thomsens Gade overført fra Frederiksberg til Københavns Kommune.

## Bygninger og beboere
Etageejendommen Trekanten på det afrundede hjørne af Rosenørns Allé og Åboulevard blev tegnet af Kay Fisker i samarbejde med C.F. Møller.
Forsikringsselskabet Trygs tidligere hovedkvarter i nr. 1 er fra 1927 og blev tegnet af Arthur Wittmaack. Arbejdernes Foreningsbygning i nr. 12-14 er fra 1924. Den var tidligere hovedkvarter for LO og huser nu den danske afdeling af Red barnet. Kvindeligt Arbejderforbund har også en bygning i gaden. Den blev opført i 1940 efter tegninger af Edvard Heiberg, der også stod for deres bygning på Godthåbsvej.
Bygningen på hjørnet af Rosenørns Allé (nr. 70) og Bülowsvej (nr. 40) er fra 1906 og blev tegnet af Axel Preisler i samarbejde med Povl Baumann.